# برادران اسپیریگ
مایکل اسپیریگ و پیتر اسپیریگ (‎i‎/spiːrɪɡ/‎) مشهور به برادران اسپیریگ، کارگردان، تهیه‌کننده و فیلم‌نامه‌نویس استرالیایی-آلمانی هستند. مایکل و پیتر برادران دوقلو هستند و در ۲۹ آوریل ۱۹۷۶ در بوخهلتس در نوردهایده آلمان متولد شده‌اند.
مشهورترین فیلم برادران اسپیریگ تقدیر (فیلم) است که بر پایهٔ داستان کوتاه علمی–تخیلی —همه شما زامبی‌ها— نوشتهٔ رابرت آنسون هاین‌لاین ساخته‌شده‌است و برای نخستین بار در جنوب از طریق جنوب‌غربی در مارس ۲۰۱۴ میلادی نمایش یافت.

## فیلم‌شناسی

### گزیدهٔ فیلم‌ها
| سال  | فیلم            | نقش      | نقش       | نقش          | نقش                                    | استودیو       |
| سال  | فیلم            | کارگردان | تهیه‌کننده | فیلم‌نامه‌نویس | دیگر                                   | استودیو       |
| ---- | --------------- | -------- | --------- | ------------ | -------------------------------------- | ------------- |
| ۲۰۰۰ | The Big Picture | آری      | آری       | آری          | فیلم کوتاه                             |               |
| ۲۰۰۳ | Undead          | آری      | آری       | آری          | تدوین جلوه‌های ویژه دیداری طراحی صدا    | لاینزگیت      |
| ۲۰۱۰ | Daybreakers     | آری      | نه        | آری          | جلوه‌های ویژه دیداری                    | لاینزگیت      |
| ۲۰۱۴ | تقدیر           | آری      | آری       | آری          | جلوه‌های ویژه دیداری موسیقی (توسط پیتر) | Stage 6 Films |